# ولادیمیر لاسکی
ولادیمیر لاسکی (به روسی: Влади́мир Никола́евич Ло́сский) (متولد ۸ ژوئن ۱۹۰۳ -مرگ ۷ فوریه ۱۹۵۸)، الهیدان مسیحی ارتدوکس بود که بخاطر نظریه اش بنام تئوسیس مشهور است. وی تئوسیس یا اصل وحدت را به عنوان اصل اساسی مسیحیت ارتدوکس می‌دانست.

## زندگی‌نامه
ولادیمیر لاسکی در هشتم ژوئن سال ۱۹۰۳ میلادی در شهر گوتینگن آلمان زاده شد. پدرش، نیکلای لاسکی، در شهر سنت پتزربورگ، استاد فلسفه بود. وی عمیقاً دچار تحولات عمیقی شد زمانی که به محکمه ای شهادت داد که منجر به اجرای حکم برای بنیامین قدیس پترزبورگ توسط شوروی‌ها شد. وی در ۱۹۲۰ در دانشکده هنرهای پتروگراد ثبت نام کرد؛ ولی وی و پدرش در سال ۱۹۲۲ از شوروی تبعید شدند. وی تحصیلاتش را از ۱۹۲۲ تا ۱۹۲۶ در پراگ ادامه داد؛ و در سال ۱۹۲۶ در رشته فلسفه قرون وسطی از دانشگاه پاریس فارغ‌التحصیل شد.»

## کتابشناسی
- 'اختلاف در مورد سوفیا' [در روسیه] (۱۹۳۶)
- Essai sur la theologie رمز و راز د ل'Eglise d'orient (1944) (به انگلیسی ترجمه عرفانی الهیات کلیسای شرقی سال 1957 repr. ۱۹۹۱، ۱۹۹۷) شابک ‎۰-۹۱۳۸۳۶-۳۱-۱ ; شابک ‎۰-۲۲۷-۶۷۹۱۹-۹
- الهیات ارتدوکس: مقدمه (2001. SVS مطبوعات) شابک ‎۰-۹۱۳۸۳۶-۴۳-۵
- در تصویر و شباهت خدا (1997. SVS مطبوعات) شابک ‎۰-۹۱۳۸۳۶-۱۳-۳
- La Vision de Dieu (1961) (به انگلیسی، ترجمه، چشم‌انداز خدا (1997. SVS مطبوعات)) شابک ‎۰-۹۱۳۸۳۶-۱۹-۲
- (با لئونید Ouspensky) معنای آیکون (1947; 2nd. اد. 1999 SVS مطبوعات) شابک ‎۰-۹۱۳۸۳۶-۹۹-۰
- سپتامبر jours sur les مسیرهای ده فرانسه در ژوئن ۱۹۴۰ سرف (۱۹۹۸) شابک ‎۲-۲۰۴-۰۶۰۴۱-۰
- Theologie منفی et Connaissance de Dieu Chez Maitre اکهارت (۱۹۶۰; Vrin, ۲۰۰۲) شابک ‎۲-۷۱۱۶-۰۵۰۷-۸
- مشتق با اجازه از Vladimir_Lossky در OrthodoxWiki.
- بودن با خدا توسط ارسطو Papanikolaou (دانشگاه نوتردام مطبوعات فوریه ۲۴، ۲۰۰۶) ISBN 0-268-03830-9